# Mangareva

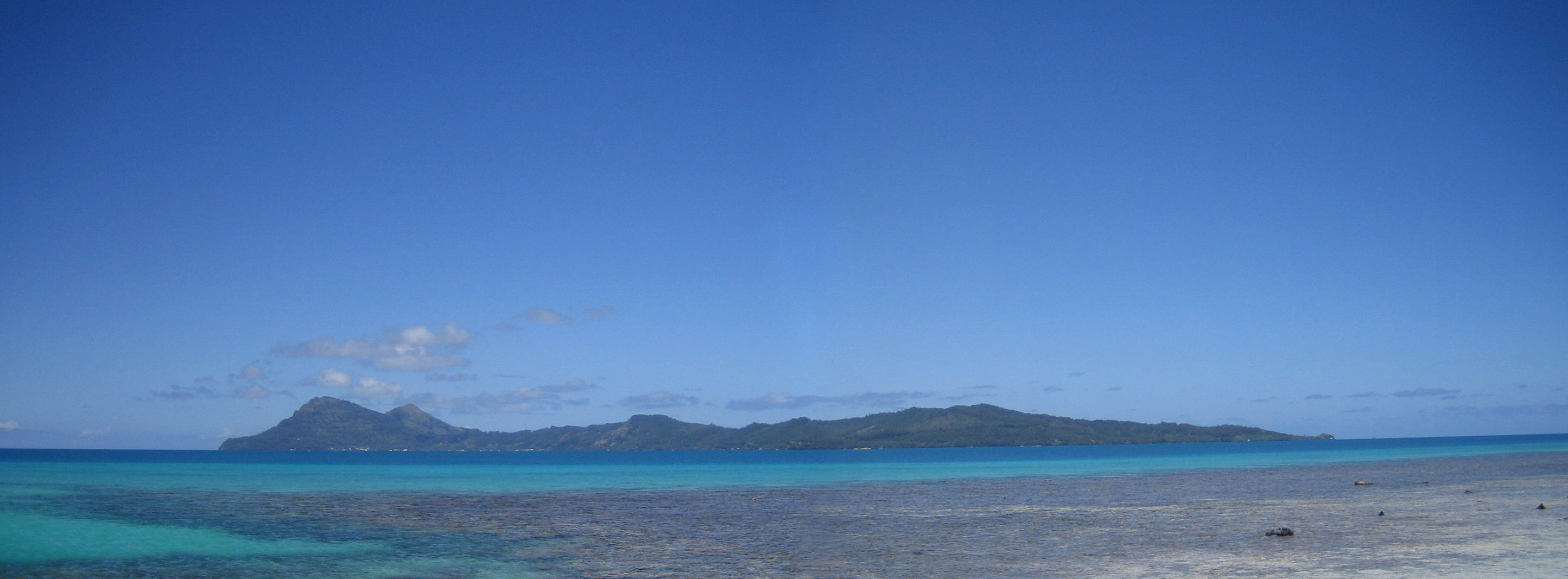
Foto de Mangareva, vista a partir de Totegegie, tirada em 2006.

Mangareva é a maior e a mais central ilha do Arquipélago de Gambier (Polinésia Francesa), com uma área total de 15,4 km², correspondendo a 56% do total do arquipélago. Situada a 1.400 quilómetros a sudeste do Taiti. A sua população total é de 872 habitantes (Censo de 2002), o que traduz numa densidade populacional de 56,62 hab/km².

## Geografia

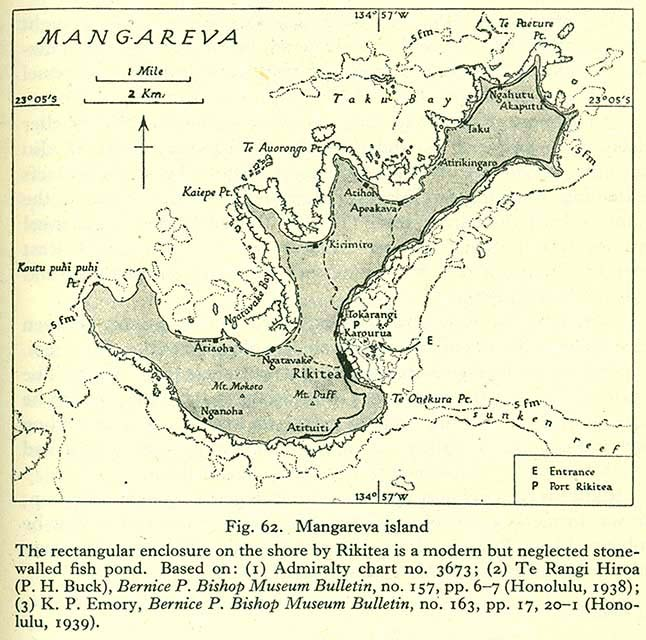
Mapa de Mangareva datado de 1938.

O ponto mais alto da ilha é Monte Duff, com 441 m. e o Monte Mokoto de 423 m. Toda a ilha é dotada de vegetação abundante em flores, arbustos e frutos.
A ilha de Mangareva está dividida em 7 vilarejos:
1. Rikitea - maior vilarejo da ilha, com 511 hab.
2. Gatavake
3. Kirimiro
4. Taku
5. Akaputu
6. Atirikigaro
7. Atiaoa

## Economia
A principal actividade económica de Mangareva é o cultivo de pérolas, como a apreciada pérola negra. A ilha é, também, a capital-administrativa da comuna de Mangareva. O seu fuso horário é de UTC-9.
O aeroporto que serve a ilha localiza-se no motu de Totegegie,  utilizado pela Air Tahiti, e fica a 45 minutos de barco.

## Língua
O dialeto polinésio que se fala em Mangareva é aparentado com os dialetos do arquipélago das Austrais e das ilhas Cook meridionais.

## Galeria

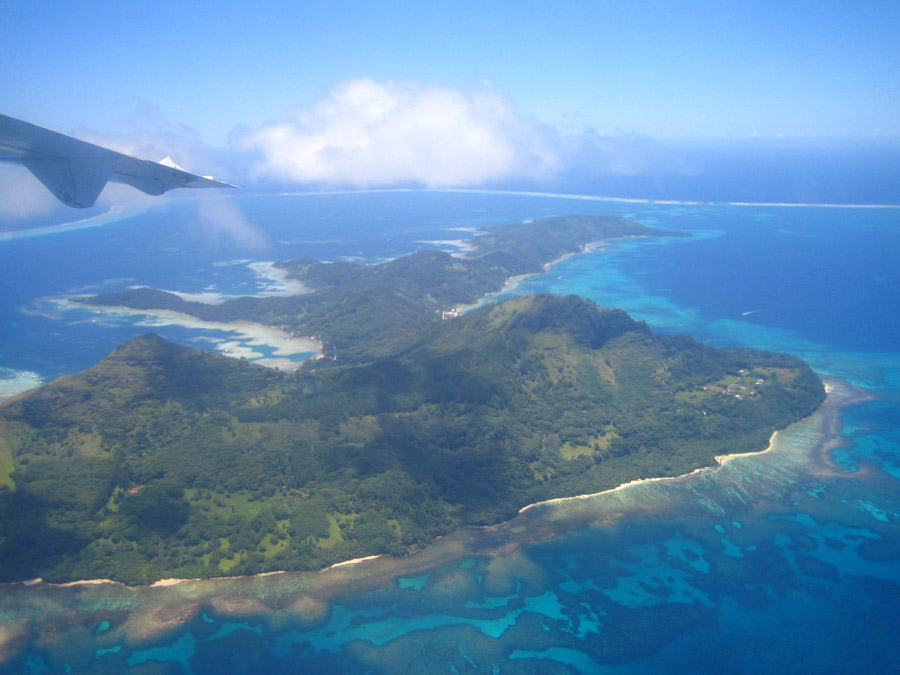
Vista aérea de Mangareva. A plano de fundo a lagoa de Gambier
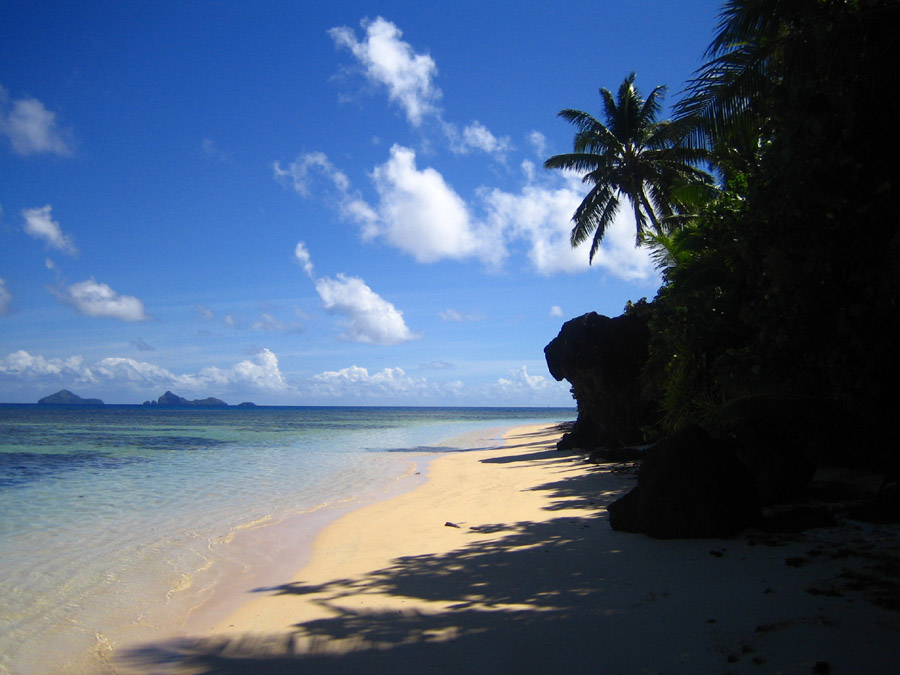
Praia em Mangareva
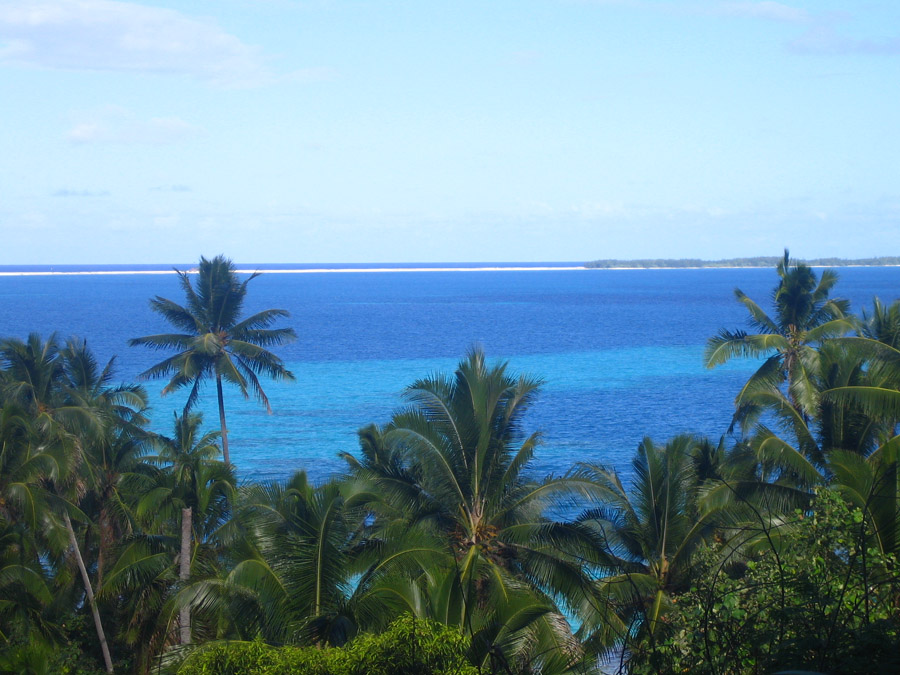
Palmeiras em Mangareva. A plano de fundo, a lagoa e o motu de Totegegie.
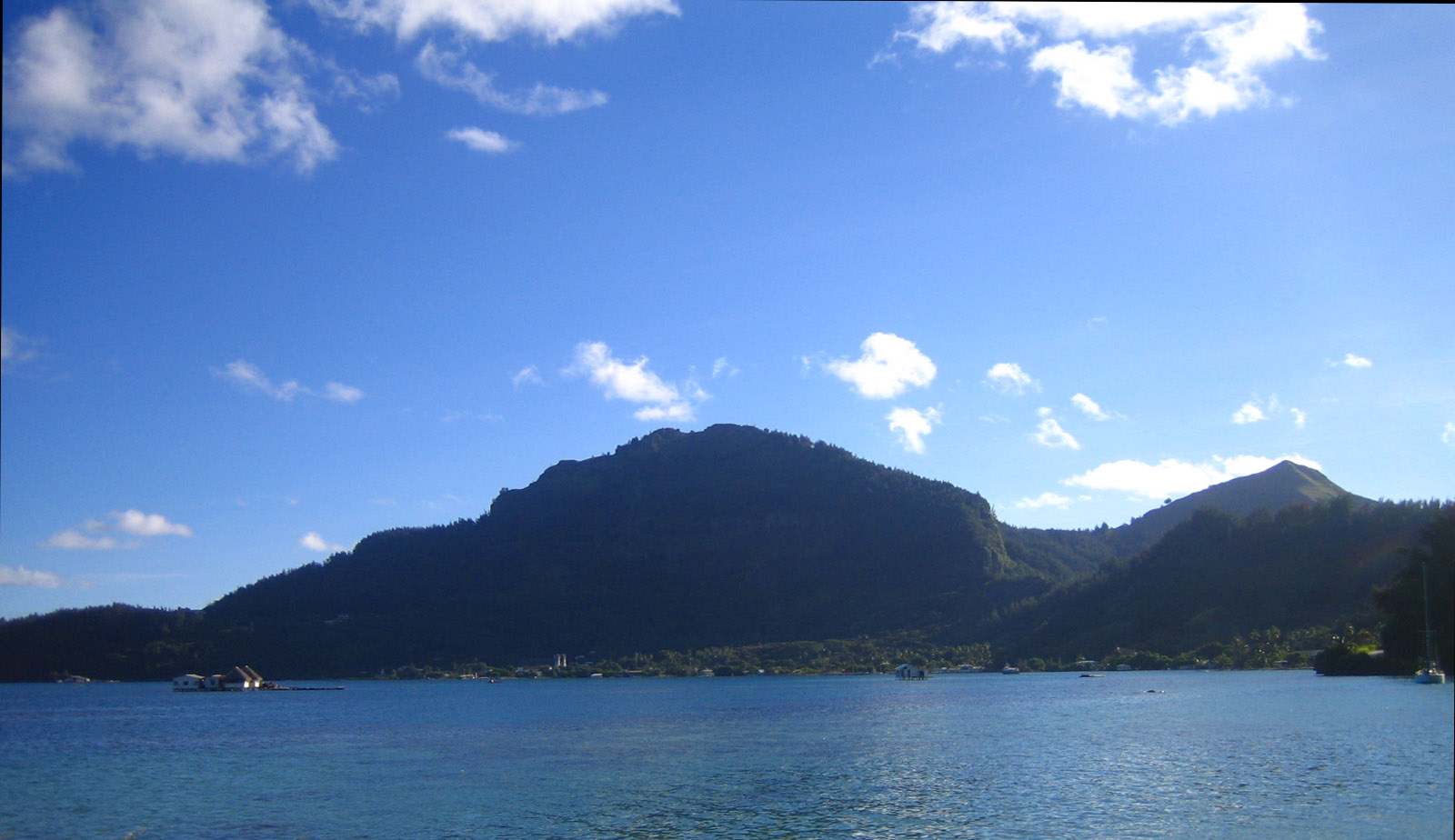
Vista sobre Rikitea. A plano de fundo, fazenda de pérolas e o campanário da catedral de São Miguel (Saint-Michel)

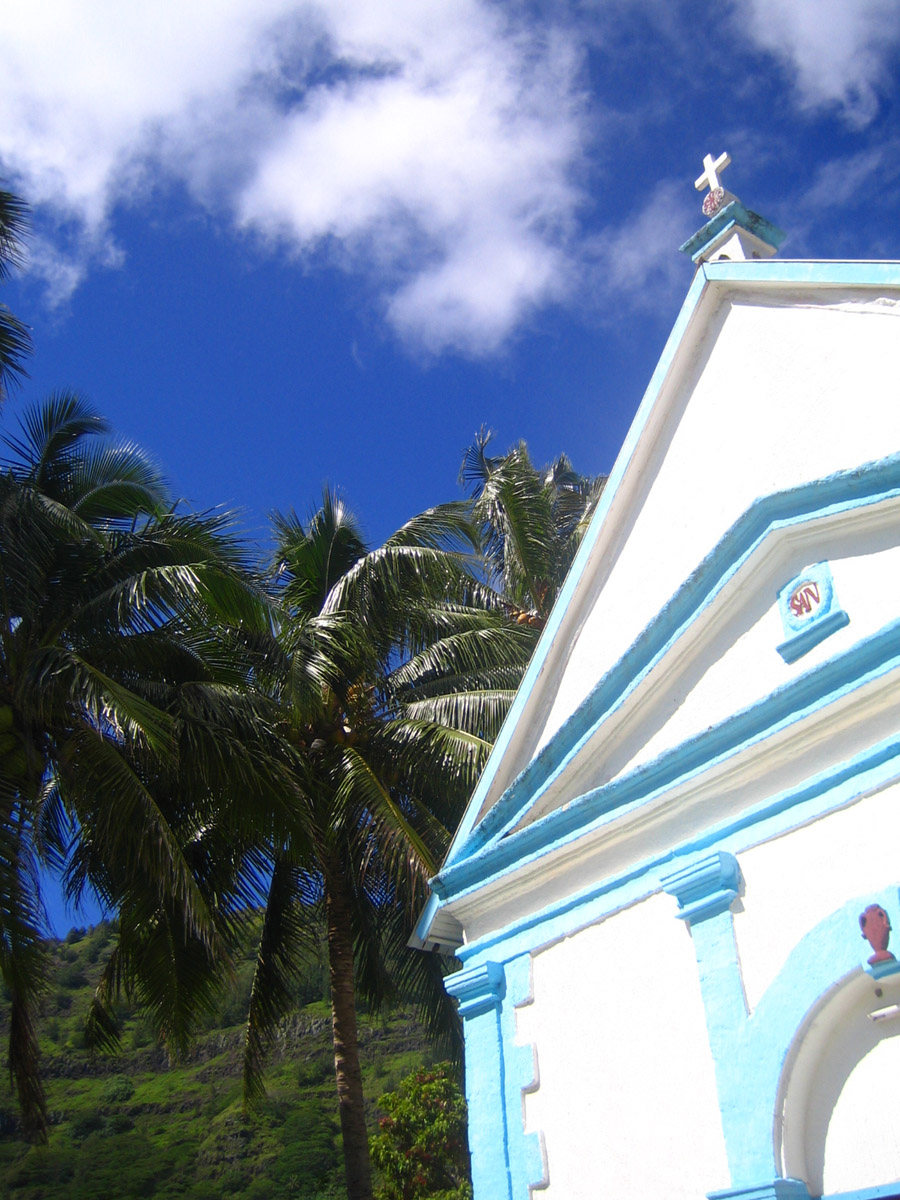
Pequena capela em Mangareva.
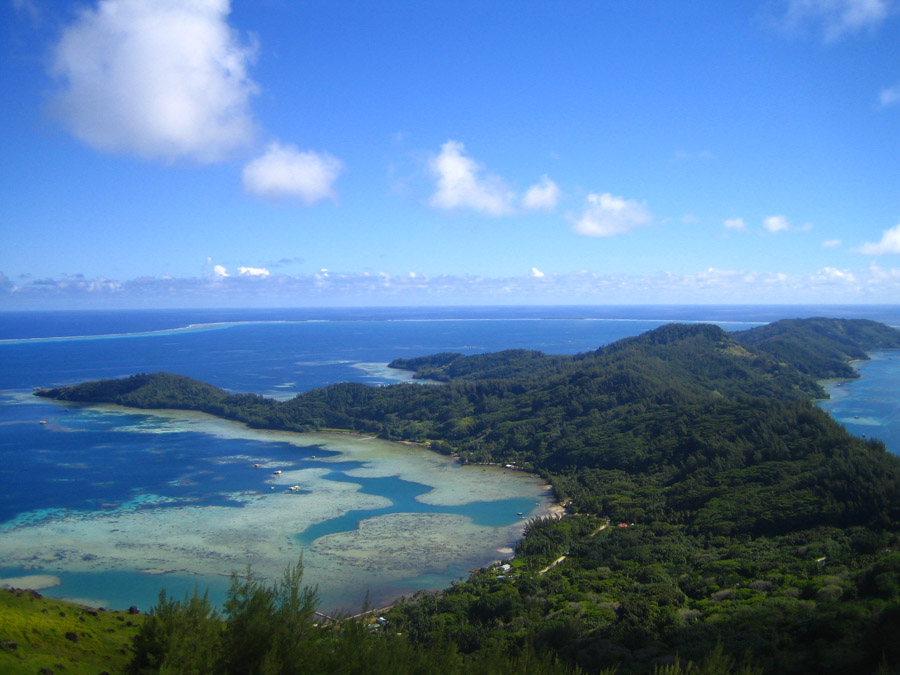
Vista sobre Mangareva a partir do Monte Mokoto.
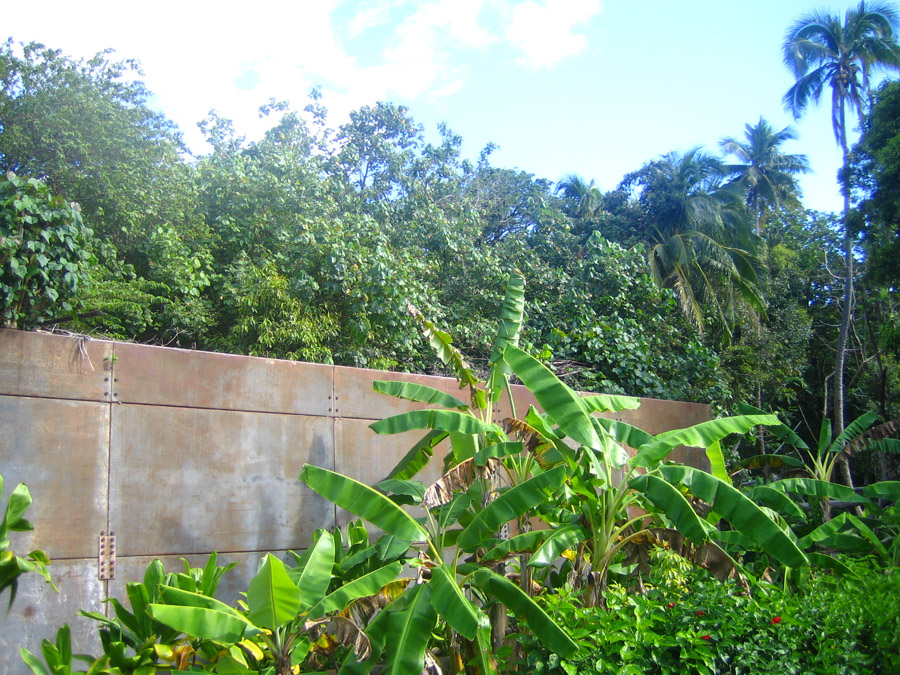
Bunker que fora utilizado nos anos 1960, durante os testes nucleares franceses, destruído em Abril de 2008.
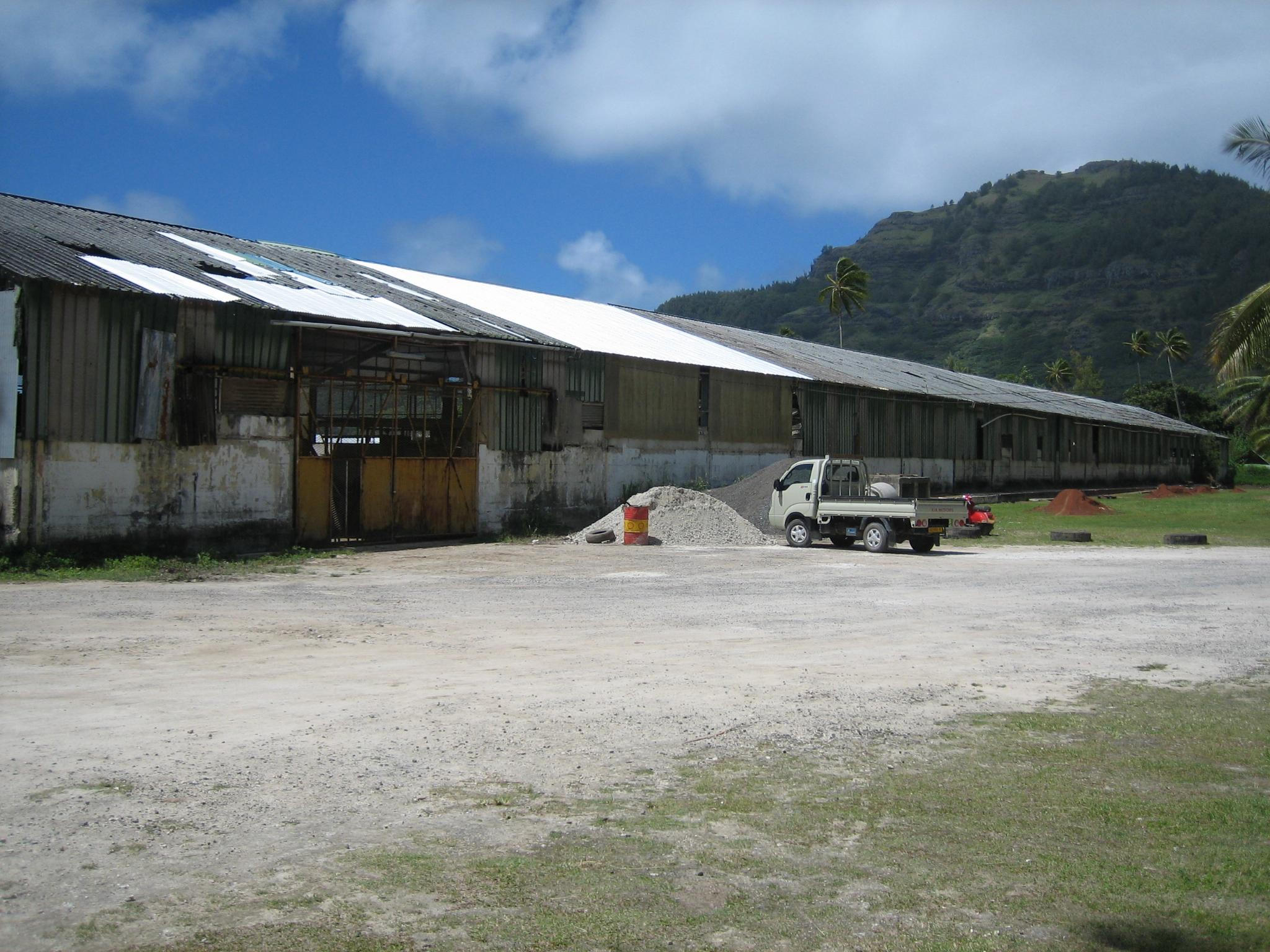
Casamata hoje destruída, que serviu para abrigar a população de Gambier dos incêndios resultantes dos testes nucleares